# Vacomages
Els vacomages (en llatí Vacomagi) foren un poble celta de Britània, a la part nord no dominada pels romans, possiblement a la vora del Lock Laomainn. Claudi Ptolemeu els assigna quatre ciutats.